# Мрки соко
Мрки соко (због тамне боје) или (због станишта) морски соко (лат. Falco eleonorae) је врста сокола средње величине, која се гнезди на медитеранским острвима, а зимује на Мадагаскару и на обалама Марока, Алжира и Туниса. Научни назив добио је по Елеонори од Арборее, националној хероини на Сардинији.

## Име
Природњак Алберто Ла Морморе са малог острва Торо крај Сардиније, класификовао је неке врсте за директора музеја у Торину и овом соколу дао име по Елеонори од Арборее, јер је 1392. године донела закон о забрани пљачкања соколових гнезда, пошто је соколарење тада било веома популарно.

## Опис
Дужина мрког сокола износи 36–42 cm, са распоном крила 87–104 cm. Одрасли примерци су чађаво-сиве боје са црним перјем испод крила. Постоји и светлији облик ове врсте.

## Распрострањење
Око две трећине светске популације се гнезди на грчким острвима, посебно на Тилосу. Гнездилишна острва су му такође Кипар, Сицилија, Малта, Сардинија, Балеарска острва, Канарска острва, а у Јадранском мору острво Вис. Крајем октобра и у новембру се сели на стрме обале Марока, Алжира и Туниса и на Мадагаскар. Раније се мислило да до Мадакаскара стиже летећи уз источну обалу Африке, али је сателитским праћењем утврђено да путује преко Африке. Са зимовања се враћа крајем марта.

## Исхрана и размножавање
Храни се многобројним врстама птица и инсектима. Омиљени плен му је пупавац.
Овај соко је један од ретких грабљивица које се гнезде колонијално. Некада су те колоније бројале и по стотинак гнезда, а ни данас није ретко да гнезда мрких соколова буду удаљена само неколико метара једно од других. Гнезди се релативно касно, да би искористио изобиље хране на медитеранским острвима, за време сеобе птица из Европе у Африку. Гнезди се у распуклинама стена, где женка снесе 1—5 јаја, на којима лежи 28 дана. Млади излете из гнезда за 40 дана.